# Ophthalmolampis fervida
Ophthalmolampis fervida är en insektsart som beskrevs av Marius Descamps 1978. Ophthalmolampis fervida ingår i släktet Ophthalmolampis och familjen Romaleidae. Inga underarter finns listade i Catalogue of Life.